# Saint-Palais (Cher)
Saint-Palais ist eine französische Gemeinde mit 617 Einwohnern (Stand: 1. Januar 2022) im Département Cher in der Region Centre-Val de Loire. Sie gehört zum  Arrondissement Bourges und zum Kanton Saint-Martin-d’Auxigny.

## Geographie
Saint-Palais liegt etwa 16 Kilometer nördlich von Bourges in der Sologne. Umgeben wird Saint-Palais von den Nachbargemeinden Méry-ès-Bois im Norden und Westen, Achères im Nordosten, Quantilly im Osten und Südosten sowie Saint-Martin-d’Auxigny im Süden und Westen.

## Bevölkerungsentwicklung
| Jahr                       | 1962 | 1968 | 1975 | 1982 | 1990 | 1999 | 2006 | 2017 |
| Einwohner                  | 561  | 536  | 486  | 587  | 602  | 609  | 631  | 619  |
| Quellen: Cassini und INSEE |      |      |      |      |      |      |      |      |

## Sehenswürdigkeiten

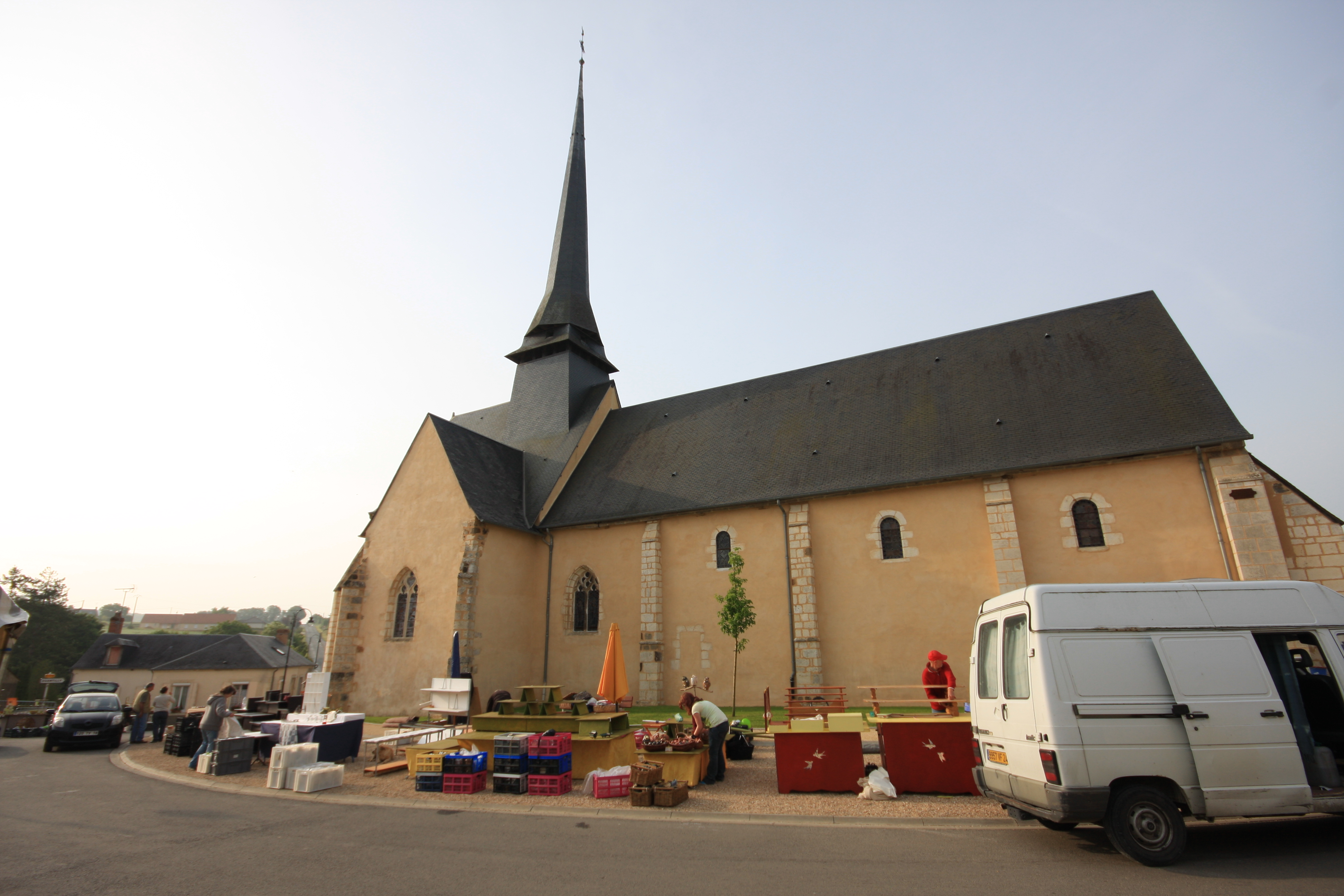
Kirche Saint-Palais

- Kirche Saint-Palais